# محبت زنده است
محبت زنده است (به هندی: Mohabbat Zindagi Hai) یا عشق زنده است، فیلمی محصول سال ۱۹۶۶ و به کارگردانی جاگدیش نیرولا است. در این فیلم بازیگرانی همچون درمندرا، راجشری، محمود علی، دون ورما و نظیر حسین ایفای نقش کرده‌اند.